# Копкутир
Копкутир (каз. Көпкүтір, до 199? г. — Шильное) — село в Казталовском районе Западно-Казахстанской области Казахстана. Входит в состав Болашакского сельского округа. Код КАТО — 274837200.

## Население
В 1999 году население села составляло 322 человека (158 мужчин и 164 женщины). По данным переписи 2009 года, в селе проживало 300 человек (150 мужчин и 150 женщин).